# Брондбю (стадіон)
Стадіон «Брондбю» або Бреннбю (дан. Brøndby Stadion) — футбольний стадіон у комуні Брондбю, Данія, домашня арена однойменного футбольного клубу.

## Історія
Стадіон побудований та відкритий 1965 року. У 1978 році введено в експлуатацію основну трибуну потужністю 1 200 сидячих місць. 1982 року, після виходу «Брондбю» до Суперліги, споруджено нову трибуну навпроти основної, в результаті чого потужність збільшено на 5 000 глядачів. У 1989 році було вилучено бігові доріжки навколо поля, після чого додано додаткові місця на трибунах. Потужність було збільшено до 10 000 глядачів. На час матчу 1/2 фіналу Кубка УЄФА 1990—1991 років між «Брондбю» та «Ромою» потужність було збільшено до 18 000 глядачів. Тимчасові трибуни було облаштовано на постійні. 1992 року було введено в експлуатацію бокові трибуни, в результаті чого місткість арени збільшено до 22 000 глядачів. У 1998 році «Брондбю» придбав стадіон у муніципалітету за 23,5 млн крон та розпочав його капітальну реконструкцію. У зв'язку з будівельними роботами на арені, матчі кваліфікації Ліги чемпіонів УЄФА 1998—1999 років клуб приймав на стадіоні «Паркен». В результаті капітальної реконструкції, останній етап якої завершений у 2001 році, потужність стадіону складає 28 000 глядачів для національних турнірів та 22 000 глядачів під час міжнародних матчів. У 2007 році оновлено систему освітлення та модернізовано підтрибунні приміщення.
На арені розташований відомий на всю країну фан-сектор під назвою «FAXE Tribunen», також відомий як «Sydsiden». Саме тут зафіксовано найгучніший звук під час матчу чемпіонату Данії.
На стадіоні домашні матчі приймає збірна Данії з футболу.